# Zentrum für Medien-, Kommunikations- und Informationsforschung
Das Zentrum für Medien-, Kommunikations- und Informationsforschung (ZeMKI) ist eine fachbereichsübergreifende Forschungseinrichtung der Universität Bremen. Es befasst sich mit Fragen des Medien- und Kommunikationswandels an der Schnittstelle von Kultur- und Sozialwissenschaften einerseits und Technikwissenschaften andererseits.

## Geschichte
Der Vorläufer des ZeMKI war das am 26. Mai 2005 gegründete „Institut für Medien, Kommunikation und Information“ (IMKI). Die Gründung hatte zum Ziel, die Medienforschung an der Universität Bremen über mehrere Fachbereiche hinweg interdisziplinär zu verzahnen und eine regionale Vernetzung in Bremen im Medienbereich voranzubringen. Am 9. Februar 2011 wurde das IMKI in ZeMKI umbenannt, um der starken Konzentration auf Grundlagenforschung gerecht zu werden.

## Forschung
Die Forschung am ZeMKI ist interdisziplinär ausgerichtet. An ihm sind Wissenschaftler aus der Kommunikations- und Medienwissenschaft, der Kulturwissenschaft, dem Informationsmanagement und der Medienpädagogik beteiligt. Neben ihren Forschungsaktivitäten lehren die Mitglieder des ZeMKI an den verschiedenen Medienstudiengängen der Universität Bremen.
Am ZeMKI wurden fortlaufend verschiedene Forschungsprojekte durch Drittmittelfinanzierung realisiert, unter anderem finanziert von der Deutschen Forschungsgemeinschaft, der EU, vom Bundesministerium für Bildung und Forschung und der Landesanstalt für Medien NRW. Im Juli 2024 wurde die DFG-Forschungsgruppe zu „Kommunikative KI: Die Automatisierung der gesellschaftlichen Kommunikation“ bewilligt, an der das ZeMKI mit mehreren Projekten beteiligt ist, unter anderem mit dem Koordinationsprojekt. Die Forschungsgruppe untersucht, welche Konsequenzen, Risiken, aber auch Potenziale mit dem tiefgreifenden Wandel der Medienumgebung durch kommunikative KI verbunden sind.
Von 2010 bis 2016 wurde im DFG-Schwerpunktprogramm (SPP) 1505 „Mediatisierte Welten“, an dem das ZeMKI ebenfalls mit mehreren Projekten und dem Koordinationsprojekt beteiligt war. Handlungsfelder und Sozialwelten, die sich untrennbar mit Medien verschränkt haben, untersucht.
Weiterhin war das ZeMKI an einem Sonderforschungsbereich (SFB) der Deutschen Forschungsgemeinschaft beteiligt. So wurde im Rahmen des SFB 597 gemeinsam mit weiteren Instituten der Universität Bremen sowie der Jacobs University Bremen und der Universität Oldenburg zum Thema „Staatlichkeit im Wandel“ geforscht.
Im Juni 2011 wurde die ZeMKI-Forschungsgruppe „Kommunikative Figurationen mediatisierter Welten“ als profilbildende Forschungsgruppe der Universität Bremen anerkannt. Ziel der Forschungsgruppe ist es, kommunikative Figurationen mediatisierter Welten als musterhafte Geflechte von Interdependenzen unter dem Einfluss von Medientechnologien im Hinblick auf die Gegenwart wie auch historisch zu untersuchen.

## Struktur
Die Forschungsaktivitäten am ZeMKI sind in Form von Arbeitsgruppen organisiert: den ZeMKI-Labs. Aufgabe der Labs ist die Realisierung von Grundlagen- und Anwendungsforschung im interdisziplinären Gesamtforschungsfeld des ZeMKI. An dem Institut sind 10 Labs verortet:
- Audio-visuelle Medien und Geschichtszuschreibung (Leitung Delia Gonzàlez de Reufels)
- Datafizierung und Mediatisierung (Leitung: Andreas Hepp)
- Digitale Kommunikation und Informationsvielfalt (Leitung: Cornelius Puschmann)
- Film, Medien und Populärkultur (Leitung: Winfried Pauleit)
- Medien und Bildung (Leitung: Karsten D. Wolf)
- Medien und Religion (Leitung: Kerstin Radde-Antweiler)
- Medienwandel und langfristige Transformationsprozesse (Leitung: Christian Schwarzenegger)
- Plattform-Governance, Medien und Technologie (Leitung: Christian Katzenbach)
- Politische Kommunikation und innovative Methoden (Leitung: Stephanie Geise)
- Soziotechnische Systeme und kritische Datenstudien (Leitung Andreas Breiter)[7]

Über die einzelnen Labs hinweg ist das Forschungsprofil des ZeMKI durch folgende drei Forschungsschwerpunkte charakterisiert:
1. Automatisierung und Datafizierung von Kommunikation: Im Mittelpunkt stehen die Auswirkungen der Digitalisierung und Mediatisierung auf die Gesellschaft. Dabei liegt der Fokus insbesondere auf automatisierte Kommunikationssysteme und die Rolle digitaler Daten in sozialen, politischen und kulturellen Prozessen.[8]
2. Audio-visuelle Medien: Im Mittelpunkt steht die mediale Organisation und Ästhetik audiovisueller Produktionen und  deren Nutzung. Gegenstand der Untersuchung ist die Frage, in welcher Weise diese Produktionen zur gesellschaftlichen und institutionellen Organisation beitragen.[9]
3. Digital Gaming: Im Mittelpunkt steht die Untersuchung der Rolle und Auswirkungen von Spielen in digitalen Medienumgebungen auf kommunikative Praktiken und soziale Kontexte. Dabei werden insbesondere transmediale, situative und langfristige transformative Perspektiven berücksichtigt.[10]